# Ribes pulchellum
Ribes pulchellum là một loài thực vật có hoa trong họ Grossulariaceae. Loài này được Turcz. miêu tả khoa học đầu tiên năm 1832.